# Alexander Alexandrowitsch Rjasanzew
Alexander Alexandrowitsch Rjasanzew (russisch Александр Александрович Рязанцев; engl. Transkription: Aleksandr Ryazantsev; * 5. September 1986 in Moskau) ist ein ehemaliger russischer Fußballspieler. Seine bevorzugte Position ist das rechte Mittelfeld.
Rjasanzew begann seine Karriere beim FK Moskau, wo er zu seinen ersten Einsätzen in der Premjer-Liga kam. Im Januar 2006 wechselte er zu Rubin Kasan, mit dem er 2008 und 2009 russischer Meister und 2012 russischer Pokalsieger wurde.
Am 7. Juni 2011 kam Rjasanzew zu seinem ersten Einsatz für die russische Nationalmannschaft, als er beim Spiel gegen Kamerun eingewechselt wurde.